# Пестил
Пестѝл е изсушена каша от варени и пресовани сливи.
Получава се чрез традиционен начин за преработка на плодове. Във вода се варят сини сливи, докато им се отделят люспите и костилките. След това се прецеждат през сито. Гъстата плодова каша се изсипва върху набрашнена дъска и се оставя да изсъхне на хладно и проветриво място или на слънце.